# Philip Kroonenberg
Philip Kroonenberg (Rotterdam, 1952) is een Nederlands singer-songwriter en gitarist. Kroonenberg, zowel solo als in de bands waarin hij speelde, is voornamelijk actief met eigen werk in een americana-stijl.

## Jeugd
Het gezin Kroonenberg verhuisde in 1953 naar Scheveningen. Zijn vader leerde Philip akkoorden op de ukelele, waarna hij een eigen manier van gitaar spelen ontwikkelde, die wisselt tussen double-bass fingerpicking, flatpicking en een flamenco-achtige slag.

## De jaren 1980-1990
In 1980 wordt door Kroonenberg samen met Frank Nuyens (ex-Q65) de Freelance Band opgericht. Op hun debuutalbum Rough 'n Tough, waarvoor Kroonenberg de teksten levert speelt Eelco Gelling (ex-Cuby & The Blizzards) een gastrol. In 1981 maakt Gelling ook deel uit van de band. In 1985 komt de lp Midnight Power House uit, de teksten als de meeste muziek zijn geschreven door Kroonenberg.
In 1986 valt de band uit elkaar en gaat Kroonenberg verder met de Philip Kroonenberg Band

## De jaren 1990-2011
Van 1988 tot 1992 vormt Kroonenberg samen met gitarist-zanger Ad Vanderveen het duo Personnel, waaruit twee cd’s voortkomen, “Only” (Polydor, 1990) en “Continuing Stories” (Polydor, 1992). Vanaf 1995 gaat Philip samenwerken met een groep muzikanten onder de naam The Magic Magicians. Vaste leden zijn Sjoerd van Bommel, Reyer Zwart en Stephan Jankowski. Er wordt een vijftal cd's uitgebracht : “Natural Causes” (Munich Records, 1995), “Grounded” (Munich Records, 1998), “Magic Magicians” (Herman’s, 2001), “Don’t Get Dressed” (Sweet Jelly Music, 2006) en “Ready For Take Off” (Inbetween Records, 2011).
Op de cd's worden de Magic Magicians uitgebreid met artiesten als Jan Hendriks, BJ Baartmans, Louis Debij en Moussa Traoré.

## Na 2011
In 2015 vormt Kroonenberg een trio met Arwen Linnemann en Rens van der Zalm.Hun album Light wordt in 2017 uitgebracht. Tezamen met Aad van Pijlen en Frank Nuyens wordt in dat jaar ook de Freelance Band heropgericht. De band werd uitgebreid tot een zesmans-formatie, met Hans de Vries op mondharmonica, washboard en zang, Andreas Robbie Carree op drums en Harm van Sleen op keyboard en pedalsteel. In 2016 komt hun cd Out of the Calaboose uit.
Na een langdurige ziekte van zijn vrouw Jellie Brouwer, verscheen in 2019 bij Excelsior Recordings het album Some more time. Kroonenberg schreef de meeste teksten in de wachtkamer van de ziekenhuizen. Dochters Patsy en Lynn werkten mee.
In september 2022 verscheen het album The Therapist, een solo-album met medewerking van zijn drie dochters Patsy, Lynn en Dunja, van Reyer Zwart (gitaar, bas en blaas- en strijkarrangementen) en Jeroen Kleijn (drums)
in 2024 verscheen, eveneens bij Excelsior, Wherever You Are, een ode aan Jellie Brouwer die op 18-6-2023 op 59-jarige leeftijd overleed. Dochters Patsy en Dunja en Reyer Zwart werkten mee aan het album dat het hele proces van weer ziek worden en overlijden bezingt. 
Op 3-10-2025 komt ‘Say When’ uit, live in de studio van Excelsior opgenomen door Frans Hagenaars met Roel Spanjers, Arto  Boyadjian, Andeas Tsikotis, Rick Spangenberg en Aad van Pijlen met wie Philip samen de muziek schreef. Met deze band speelt hij jaarlijks op de Parade. 

## Persoonlijk
Naast musicus is Kroonenberg ook werkzaam als psychotherapeut. Hij heeft vier dochters, waarvan drie met Jellie Brouwer, die op 18 juni 2023 is overleden.